# Sala (comune svedese)
Sala è un comune svedese di 21 522 abitanti, situato nella contea di Västmanland. Il suo capoluogo è la città omonima.

## Località
Nel territorio comunale sono comprese le seguenti aree urbane (tätort):
- Kumla kyrkby
- Möklinta
- Ransta
- Sala
- Salbohed
- Sätra brunn
- Västerfärnebo